# The Manxman
Pour plus de détails, voir Fiche technique et Distribution.
The Manxman (littéralement en français, L'Homme de l'île de Man) est un film britannique muet réalisé par Alfred Hitchcock en 1928 et sorti en 1929.

## Synopsis
L'histoire se déroule sur l'île de Man. C'est l'éternel triangle amoureux : deux amis d'enfance sont amoureux de la même femme.
Pete Quilliam (Carl Brisson), marin pêcheur et Philip Christian (Malcolm Keen), avocat et issu d'une famille riche, sont deux amis d'enfance. Ils sont tous deux amoureux de Kate Cregeen (Anny Ondra), la fille du propriétaire de l'auberge (Old Caesar). Pete est le premier à la demander en mariage, mais Caesar, le père de Kate, le juge indigne de sa fille. Pete décide de partir en Afrique pour faire fortune, et demande à Kate de l'attendre jusqu'à son retour. Elle accepte, mais regrette aussitôt car sa préférence va vers Philip. Pete demande à Philip de veiller sur Kate. Mais dans le journal de Kate, « Mr Christian » devient bientôt « Philip ». Quand un message arrive annonçant la mort de Pete, les deux amoureux deviennent amants en secret, car la famille de Philip désapprouve cette relation ; la famille d'un aubergiste n'est pas assez digne d'eux.
Cependant la nouvelle de la mort de Pete était fausse, il annonce son retour. Comme il revient riche, le père ne s'oppose plus au mariage. Par respect pour la parole donnée et pour éviter de briser le cœur de leur ami, Kate se résigne à épouser Pete la mort dans l'âme. Le mariage a lieu dans le moulin où elle et Philip sont devenus amants pour la première fois. Après quelque temps, Kate met au monde une petite fille, et semble indiquer que le père est Philip. Pete, ignorant tout, est toujours aux anges.
Philip devient deemster (magistrat de l'île). Kate ne supporte plus de feindre d'être une bonne épouse et quitte Pete, lui laissant l'enfant ; elle se cache chez Philip et le somme de choisir entre elle et sa carrière ; Philip temporise. Comme sa fille finit vite par lui manquer, elle retourne la chercher mais Pete refuse de la lui laisser. Désespérée, elle se jette dans le port. Or le suicide est considéré comme un crime en Angleterre ; sauvée de la noyade, elle est donc conduite au tribunal où tout va se dénouer : tous les protagonistes se trouvent réunis. Pete plaide pour elle et Philip libère Kate à condition qu'elle retourne chez son mari ; mais déterminée, elle refuse. Le père finit par comprendre qui était l'amant de sa fille, donc le responsable de son suicide, et dénonce le juge. Philip avoue, et se considérant comme parjure il démissionne de sa fonction. Il quitte l'île avec Kate et l'enfant dans l'hostilité générale.

## Fiche technique
- Titre : The Manxman
- Réalisation : Alfred Hitchcock
- Scénario : Eliot Stannard, d'après le roman de Sir Hall Caine
- Montage : Emile de Ruelle
- Décors : Wilfred Arnold
- Production : John Maxwell pour la British International Pictures Ltd
- Directeur de la photographie : Jack Cox
- Pays de production : Royaume-Uni
- Format : Noir et Blanc, muet
- Genre : Drame
- Durée : 106 minutes
- Date de sortie : 
  - Royaume-Uni : janvier 1929 (Londres)

## Distribution
- Carl Brisson : Pete Quilliam
- Malcolm Keen : Philip Christian
- Anny Ondra : Kate Cregeen
- Randle Ayrton : Caesar Cregeen
- Clare Greet : Mme Cregeen

## Autour du film

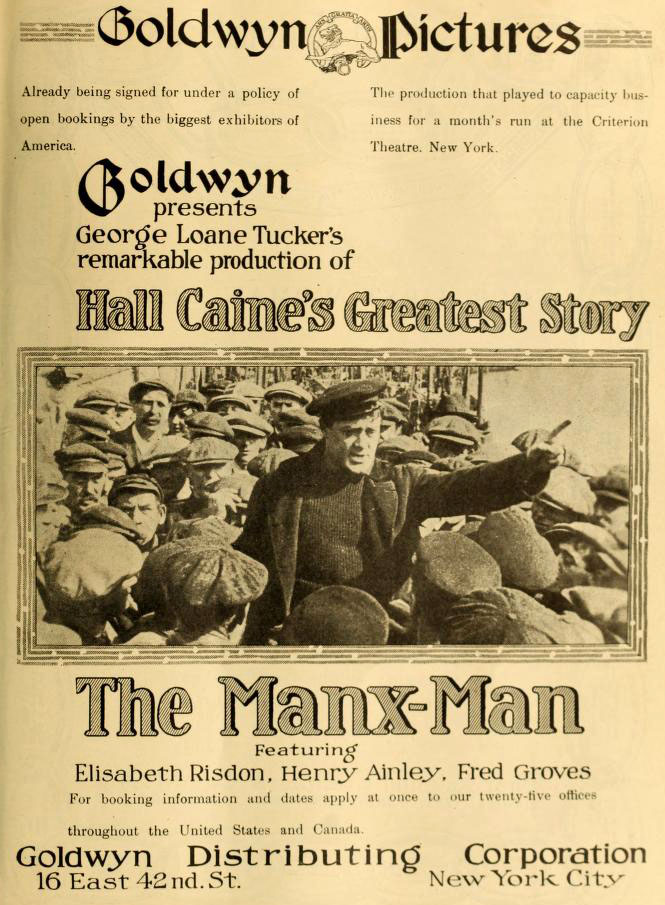
The Manx-Man (1917)

- C'est la deuxième adaptation du roman de Sir Hall Caine ; une première version a déjà été réalisée en 1917 par George Loane Tucker.
- C'est le dernier film entièrement muet d'Hitchcock
- Censé se dérouler sur l'île de Man, les nombreux extérieurs sont tournés en Cornouailles pour des raisons de coût.
- Le montage inclut des images de reportage sur les pêcheurs.
- Première blonde hitchcockienne, Anny Ondra rejouera pour Hitchcock dans Chantage !
- Jugé décevant par les producteurs, la sortie du film est différée de quelques mois. Il est pourtant bien accueilli par la critique.
- Il n'y a pas de Caméo du réalisateur dans ce film.
- Le 12 août 2015, à l'occasion du 45e Festival interceltique de Lorient qui accueillait conjointement en invitées d'honneur la Cornouailles et l'Île de Man (respectivement lieu de tournage et lieu de déroulement de l'intrigue), The Manxman a été présenté au Palais des Congrès de Lorient sous forme d'un ciné-concert. Jusqu'alors, il n'y avait jamais eu de bande-son composée pour le film. C'est l'accordéoniste breton Alain Pennec qui s'est attelé à la tâche spécialement pour le Festival, et la partition a été jouée à l'occasion de ce ciné-concert. Les musiciens étaient Alain Pennec, le percussionniste Sylvain Fabre, le guitariste Soïg Sibéril et la chanteuse mannoise Cairisiona Dougherty.